# Pino Locchi
Pino Locchi, all'anagrafe Giuseppe Locchi (Roma, 10 novembre 1925 – Roma, 21 novembre 1994), è stato un attore, doppiatore e direttore del doppiaggio italiano.
È stato uno dei doppiatori italiani più importanti e assidui della seconda metà del XX secolo, voce di Sean Connery, Elvis Presley, Tony Curtis, Roger Moore, Charles Bronson, Elliott Gould, Terence Hill, Sidney Poitier, Jean-Paul Belmondo, Giuliano Gemma, Maurizio Merli, Kabir Bedi e molti altri.

## Biografia
Esordisce giovanissimo, ad appena sei anni, con il documentario Il Natale di Bebè, prodotto per la Cines e diretto da Carlo Campogalliani, e continua poi a recitare da bambino, con notevole disinvoltura, in parecchi film dell'inizio del sonoro. In qualche caso queste partecipazioni furono in ruoli minuscoli, fra i quali il figlioletto di Napoleone (il Re di Roma) in Campo di maggio di Giovacchino Forzano (1935), mentre nel 1934, a 8 anni, fu protagonista de Il canale degli angeli, unico film a soggetto prodotto e diretto da Francesco Pasinetti, nel 1935 Pino Locchi è uno dei bambini del film Fiat voluntas Dei con Angelo Musco.
Continua l'attività di attore bambino nel cinema fino al 1942, senza diventare celebre come i vari Cesare Barbetti, Paolo Ferrari, Corrado Pani ed Elio Sannangelo dell'epoca, e successivamente si dedica anche al teatro su invito di Forzano (1939), facendo parte di prestigiose compagnie come la Spettacoli Errepi di Remigio Paone, Totò-Magnani, Cervi-Pagnani, Alda Borelli, Giulio Stival, Teatro Eliseo, Luigi Cimara, Ruggero Ruggeri, Kiki Palmer, Piccolo Teatro della Città di Roma.

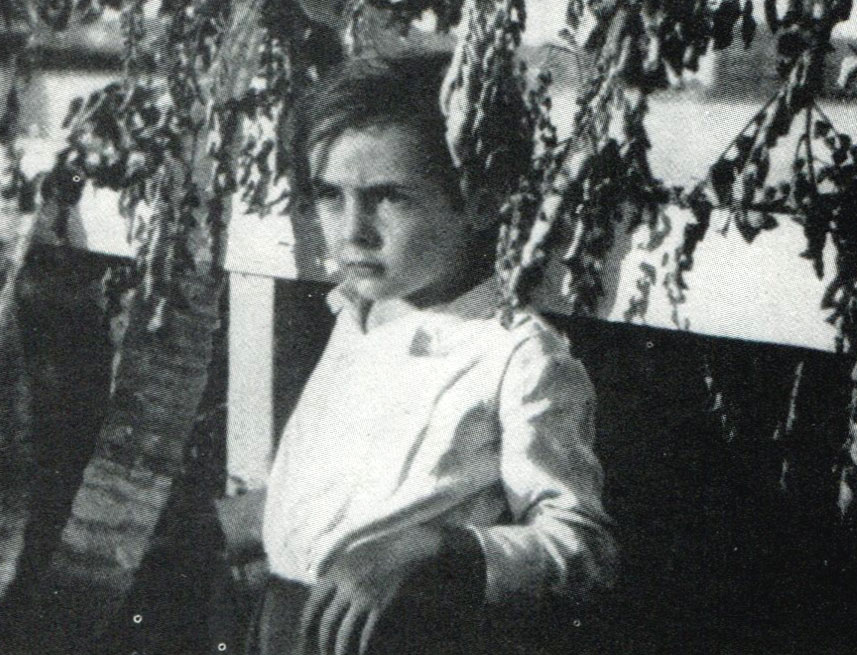
Pino Locchi a 8 anni in un'inquadratura di Il canale degli angeli, (Pasinetti, 1934) di cui fu uno dei protagonisti

Dopo aver svolto un'intensa attività radiofonica entra a far parte di una compagnia di doppiaggio dove diventa una delle voci più richieste per attori stranieri e non soltanto. È famoso per essere stato il doppiatore di Sean Connery, oltre ad aver prestato la voce anche a Tony Curtis, Sidney Poitier, Martin Balsam, Roger Moore e George Lazenby (questi ultimi due, come Connery, nel ruolo di James Bond) e di Anthony Perkins nel celeberrimo Psyco di Alfred Hitchcock. È stato anche la voce di alcuni "duri" del cinema come Charles Bronson, Steve McQueen, Clint Eastwood, Kirk Douglas, Burt Lancaster e Charlton Heston, ma anche di attori di straordinaria bellezza come Robert Wagner, Omar Sharif, John Gavin e Richard Burton (in Mia cugina Rachele e Il letto di spine). È conosciuto anche per aver doppiato Richard Crenna (Il colonnello Samuel Trautman in Rambo e Rambo 2 - La vendetta), Michael Caine, John Derek, Jeffrey Hunter, Cliff Robertson (ne I tre giorni del Condor) e il cantante Elvis Presley nella parte recitata dei suoi film.
Oltre ad aver doppiato attori di livello internazionale, Pino Locchi è stato anche il doppiatore di molti attori italiani: è sua la voce di Terence Hill nella maggior parte dei film girati in coppia con Bud Spencer (a sua volta doppiato da Glauco Onorato) come Lo chiamavano Trinità..., ...continuavano a chiamarlo Trinità, Chi trova un amico trova un tesoro e Il mio nome è Nessuno. Altri attori italiani da lui doppiati sono Maurizio Arena, Giuliano Gemma, Maurizio Merli e i cantanti Claudio Villa e Teddy Reno. Doppia anche alcuni personaggi nei film di animazione della Disney: il bastardino Toughy in Lilli e il vagabondo (doppiaggio del 1955), Caio in La spada nella roccia, l'Orso Marinaio in Pomi d'ottone e manici di scopa, l'orso Baloo ne Il libro della giungla, Little John in Robin Hood e Re Tritone nel film La sirenetta.
Dopo aver subìto un infarto seguito da un ictus nell'estate del 1994, Pino Locchi muore a Roma il 21 novembre dello stesso anno, all'età di 69 anni. Oggi riposa nel cimitero di Frascati. La figlia Marina è attrice teatrale.

## Doppiaggio

### Cinema
- Tony Curtis in La roulette, Francis, il mulo parlante, Bolide rosso, Lo scudo dei Falworth, Tre americani a Parigi, La rapina del secolo, La maschera di porpora, I corsari del grande fiume, Trapezio, Le avventure di mister Cory, Piombo rovente, Mezzanotte a San Francisco, I vichinghi, Cenere sotto il sole, La parete di fango, In licenza a Parigi, A qualcuno piace caldo,  Operazione sottoveste, Chi era quella signora?, Ragazzi di provincia, Spartacus, Il grande impostore, Taras il magnifico, Il sesto eroe, 20 chili di guai!... e una tonnellata di gioia, I cinque volti dell'assassino, Capitan Newman, Insieme a Parigi, Monsieur Cognac, Ciao, Charlie, Donne, v'insegno come si seduce un uomo, La grande corsa, Boeing Boeing, Lo strangolatore di Boston, Quei temerari sulle loro pazze, scatenate, scalcinate carriole, Casanova & Company, Assassinio allo specchio, C'è qualcosa di strano in famiglia

- Jean-Paul Belmondo in Una strana domenica, Fino all'ultimo respiro, Moderato cantabile, Lettere di una novizia, La donna è donna, Cartouche, Mare matto, Buccia di banana, L'uomo di Rio, Caccia al maschio, Week-end a Zuydcoote, Il bandito delle 11, L'uomo di Hong Kong, Parigi brucia?, Un avventuriero a Tahiti, Criminal Face - Storia di un criminale, Il cervello, La mia droga si chiama Julie, Borsalino, Gli sposi dell'anno secondo, Gli scassinatori, Trappola per un lupo, Il clan dei marsigliesi, L'erede, Come si distrugge la reputazione del più grande agente segreto del mondo, Stavisky il grande truffatore, Il poliziotto della brigata criminale, L'incorreggibile, Lo sparviero, Il cadavere del mio nemico, Poliziotto o canaglia, Il piccione di piazza S. Marco,  Joss il professionista, L'asso degli assi, Una vita non basta

- Sean Connery in Agente 007 - Licenza di uccidere, A 007, dalla Russia con amore, La donna di paglia, Marnie, Agente 007 - Missione Goldfinger, La collina del disonore, Agente 007 - Thunderball (Operazione tuono), Una splendida canaglia, Agente 007 - Si vive solo due volte, Shalako, Rapina record a New York, Agente 007 - Una cascata di diamanti, Riflessi in uno specchio scuro, Ransom: stato di emergenza per un rapimento, Assassinio sull'Orient Express, Quell'ultimo ponte, 1855 - La prima grande rapina al treno, Meteor, Atmosfera zero, I banditi del tempo, Mai dire mai, Highlander - L'ultimo immortale, Il nome della rosa, The Untouchables - Gli intoccabili, Il presidio - Scena di un crimine, Indiana Jones e l'ultima crociata, Sono affari di famiglia, Caccia a Ottobre Rosso, La casa Russia, Highlander II - Il ritorno, Mato Grosso, Sol levante, Alla ricerca dello stregone

- Audie Murphy in Codice d'onore, Bill il sanguinario, Sierra, L'ultimo fuorilegge, Duello al Rio d'argento, Il dominatore del Texas, Il tenente dinamite, I senza legge, La mano vendicatrice, All'inferno e ritorno, La terra degli Apaches, Joe Butterfly, Passaggio di notte, Il sentiero della rapina, La pallottola senza nome, Il selvaggio e l'innocente, Duello tra le rocce, Sette strade al tramonto,  La squadra infernale, Battaglia sulla spiaggia insanguinata, Apache in agguato, Il collare di ferro, Pistola veloce, Una pallottola per un fuorilegge, I pistoleri maledetti, Pistole roventi, Ringo il texano

- Giuliano Gemma in Un dollaro bucato, Adiós gringo, Arizona Colt, Per pochi dollari ancora, I giorni dell'ira, Wanted, ...e per tetto un cielo di stelle, I bastardi, Vivi o preferibilmente morti, Il prezzo del potere, Corbari, Amico, stammi lontano almeno un palmo, Troppo rischio per un uomo solo, Un uomo da rispettare, Anche gli angeli mangiano fagioli, Il bianco, il giallo, il nero, Anche gli angeli tirano di destro, Safari Express, Africa Express, California, Il grande attacco, Circuito chiuso, Ciao nemico, Tenebre

- Elvis Presley in Amami teneramente, Cento ragazze e un marinaio, Il cantante del luna park, Viva Las Vegas, Bionde, rosse, brune..., Pazzo per le donne, Il delinquente del rock and roll, L'idolo di Acapulco, Paradiso hawaiano, Stella di fuoco, 3 "fusti", 2 "bambole" e... 1 "tesoro", Blue Hawaii, La via del male, Voglio sposarle tutte, Avventura in Oriente, Il monte di Venere, Fermi tutti, cominciamo daccapo!, Miliardario... ma bagnino, A tutto gas, Cafè Europa

- Terence Hill in Cartagine in fiamme, Lo chiamavano Trinità..., ...continuavano a chiamarlo Trinità, ...più forte ragazzi!, ...e poi lo chiamarono il Magnifico, Il mio nome è Nessuno, ...altrimenti ci arrabbiamo!, Porgi l'altra guancia, Un genio, due compari, un pollo, Mister Miliardo, I due superpiedi quasi piatti, La bandera - Marcia o muori, Pari e dispari, Io sto con gli ippopotami, Poliziotto superpiù, Chi trova un amico trova un tesoro, Nati con la camicia

- Charles Bronson in Vento di terre lontane, La legge del mitra, Il californiano, Twinky, Città violenta, L'uomo dalle due ombre, Professione: assassino, A muso duro, Professione giustiziere, Caboblanco, Da mezzogiorno alle tre, Qualcuno dietro la porta, Messaggio di morte, Io non credo a nessuno, La battaglia dei giganti, Lupo solitario
- Cameron Mitchell in Come sposare un milionario, Désirée, La casa di bambù, Il prigioniero della miniera, Amami o lasciami, Gorilla in fuga, I miserabili, Operazione mistero, Salto mortale, Sangue sul fiume, Il treno del ritorno, Tre vengono per uccidere, Un urlo nella notte, Gli implacabili, Sei donne per l'assassino, Web il coraggioso

- Martin Balsam in Al Capone, La parola ai giurati, Nel mezzo della notte, Le 5 mogli dello scapolo, Sette giorni a maggio, L'uomo che non sapeva amare, Jean Harlow, la donna che non sapeva amare, Tora! Tora! Tora!, La piovra 2, St. Elmo's Fire, Due occhi diabolici, Con la rabbia agli occhi, La piovra 5 - Il cuore del problema
- Elliott Gould in Piccoli omicidi, L'adultera, Il lungo addio, Mani sporche sulla città, S.P.Y.S., Capricorn One, A faccia nuda, M*A*S*H, Il mistero della signora scomparsa, L'ultimo viaggio dell'arca di Noè, I miei primi 40 anni, Ricominciare ad amarsi ancora, Scandalo segreto

- Roger Moore in L'ultima volta che vidi Parigi, Il ladro del re, Agente 007 - Vivi e lascia morire, Agente 007 - L'uomo dalla pistola d'oro, La spia che mi amava, Moonraker - Operazione spazio, Solo per i tuoi occhi, Octopussy - Operazione piovra, 007 - Bersaglio mobile, L'organizzazione ringrazia firmato il Santo, La mafia lo chiamava il Santo ma era un castigo di Dio, Fuoco, neve e dinamite
- Sidney Poitier in La banda degli angeli, I gigli del campo, Stato d'allarme, Indovina chi viene a cena?, La calda notte dell'ispettore Tibbs, Omicidio al neon per l'ispettore Tibbs, Paris Blues, L'organizzazione sfida l'ispettore Tibbs, La scuola dell'odio, Nikita - Spie senza volto, I signori della truffa, Duello a El Diablo
- Anthony Steffen in Le diciottenni, Beatrice Cenci, La cieca di Sorrento, 1000 dollari sul nero, Killer Kid, Il pistolero segnato da Dio, I morti non si contano, Il suo nome gridava vendetta, Uno straniero a Paso Bravo, Django il bastardo, W Django!, Play Motel
- Robert Wagner in La vera storia di Jess il bandito, Titanic, Tempeste sotto i mari, Spionaggio a Tokyo, Squilli di primavera, In amore e in guerra, Okinawa, La lancia che uccide, I diavoli del Pacifico, Il principe coraggioso, La montagna, La frusta d'argento

- Maurizio Arena in Siamo tutti inquilini, Napoli sole mio!, Avventura a Capri, Il terrore dell'Oklahoma, Fra' Manisco cerca guai..., Il magistrato, Poveri milionari, Tripoli, bel suol d'amore, Un angelo è sceso a Brooklyn, Noi siamo due evasi, Pugni pupe e marinai
- John Derek in I bassifondi di San Francisco, Tutti gli uomini del re, Viva Robin Hood, La maschera del vendicatore, Aquile tonanti, Il cacciatore di fortuna, L'angelo del ring, I dieci comandamenti,  La belva del Colorado, Le avventure e gli amori di Omar Khayyam, Exodus

- Philippe Leroy in Il buco, Le ore nude, Femina ridens, Roma bene, ...E alla fine lo chiamarono Jerusalem l'implacabile (Padella calibro 38), La mano spietata della legge, Il portiere di notte, Tranquille donne di campagna, Interno berlinese, Un uomo, una donna oggi
- Herbert Lom in Uno sparo nel buio, La Pantera Rosa colpisce ancora, La Pantera Rosa sfida l'ispettore Clouseau, Sulle orme della Pantera Rosa, Gambit - Grande furto al Semiramis, Il conte Dracula, Il caso del cavallo senza testa, Le radici del cielo, Il grande pescatore, La sfida del terzo uomo

- John Gavin in Tempo di vivere, Lo specchio della vita, Olympia, Merletto di mezzanotte, Giulietta e Romanoff, Il sentiero degli amanti, Dimmi la verità, Millie, Niente rose per OSS 117
- Richard Harrison in L'ultimo gladiatore, La rivolta dei pretoriani, Le spie uccidono a Beirut, El Rojo, La donna, il sesso e il superuomo, L'uomo del colpo perfetto, Colpo maestro al servizio di Sua Maestà britannica, Sei già cadavere amigo... ti cerca Garringo, La belva col mitra
- Raymond Pellegrin in Vittoria amara, Uno sguardo dal ponte, Maigret a Pigalle, Abuso di potere, Il poliziotto è marcio, I guappi, L'uomo della strada fa giustizia, Don Bosco, Crescete e moltiplicatevi

- Stephen Boyd in L'uomo che non è mai esistito, Bravados, Ossessione di donna, Donne in cerca d'amore, L'ispettore, Viaggio allucinante, Il diavolo a sette facce, Il terzo segreto
- Rory Calhoun in La collina della felicità, Proiettile in canna, Tramonto di fuoco, Apache Territory, Marco Polo, Furia del West, I lupi del Texas, Lo sperone nero
- Ray Danton in Furia indiana, Gli sciacalli, I pionieri dell'Alaska, Caccia ai falsari, Jack Diamond gangster, È sbarcato un marinaio, Sandokan contro il leopardo di Sarawak, Sandokan alla riscossa

- Rik Battaglia in La risaia, La Gerusalemme liberata, Ester e il re, La giornata balorda, Giulio Cesare, il conquistatore delle Gallie, Il Leone di San Marco, Giù la testa
- Roger Browne in Gli schiavi più forti del mondo, Sette contro tutti, Le spie amano i fiori, Rififí ad Amsterdam, Un milione di dollari per 7 assassini, Assalto al tesoro di stato, Samoa, regina della giungla
- Ken Clark in Agente 077 missione Bloody Mary, Agente 077 dall'Oriente con furore, Tiffany memorandum, Missione speciale Lady Chaplin, Attentato ai tre grandi, Rapporto Fuller, base Stoccolma, Tarzana, sesso selvaggio
- Ben Gazzara in Risate di gioia, Linea di sangue, Afyon - Oppio, ...e tutti risero, Un uomo sbagliato,  Una gelata precoce, Saint Jack
- Jeffrey Hunter in Duello nella foresta, Giovani senza domani, La grande sfida, 14ª ora, Giovani senza domani, Le 22 spie dell'Unione, I sette ribelli
- Guy Madison in Lo spietato, Rosmunda e Alboino, Viva Gringo, Il figlio di Django, Bang Bang Kid, I lunghi giorni dell'odio, 7 eroiche carogne
- Maurizio Merli in Roma violenta, Roma a mano armata, Napoli violenta, Paura in città, Italia a mano armata, Il cinico, l'infame, il violento, Mannaja
- Michel Piccoli in Nathalie, La calda pelle, La cagna, La grande abbuffata, Non toccare la donna bianca, Tre simpatiche carogne, Oltre la porta
- Cliff Robertson in Picnic, Foglie d'autunno, I cavalloni, PT 109 - Posto di combattimento!,  L'amaro sapore del potere,  Masquerade, I tre giorni del Condor
- Omar Sharif in Lawrence d'Arabia, ...e venne il giorno della vendetta, La notte dei generali, Il seme del tamarindo, Funny Lady, Baltimore Bullet, Ghiaccio verde

- Mario Adorf in Le soldatesse, La tenda rossa, La polizia ringrazia, Io ho paura, Processo per direttissima, La leggenda di Fra Diavolo
- Charles Aznavour in Le tentazioni quotidiane, Il sentiero dei disperati, Alta infedeltà, Caroline chérie, Tempo di violenza, I fantasmi del cappellaio
- Antonio Cantafora in Carambola, Carambola, filotto... tutti in buca, Simone e Matteo - Un gioco da ragazzi, Noi non siamo angeli, Il vangelo secondo Simone e Matteo, Carioca tigre
- Clint Eastwood in Gli avvoltoi hanno fame, La notte brava del soldato Jonathan, Joe Kidd, Lo straniero senza nome, Una calibro 20 per lo specialista, Per piacere... non salvarmi più la vita
- Anthony Franciosa in La maja desnuda, Il prezzo del successo, Selvaggio è il vento, Mentre Adamo dorme, Rio Conchos, Fathom: bella, intrepida e spia
- Daniel Gélin in L'uomo che sapeva troppo, Miss spogliarello, Le tre "eccetera" del colonnello, L'amante italiana, Via Montenapoleone, La polizia è al servizio del cittadino?
- George Hilton in Il momento di uccidere, Mio caro assassino, Il West ti va stretto, amico... è arrivato Alleluja, Prima ti suono e poi ti sparo, Taxi Girl, Milano... difendersi o morire
- Don Murray in L'uomo che non voleva uccidere, Il re della prateria, Un piede nell'inferno, La notte dello scapolo, Un cappello pieno di pioggia, Fermata d'autobus

- Peter Baldwin in Per ritrovarti, Il mago Houdini, 10 in amore, Stalag 17, Concerto per pistola solista
- Kabir Bedi in La tigre è ancora viva: Sandokan alla riscossa!, Il Corsaro Nero, Ashanti
- Bernard Blier in Il malato immaginario, Speriamo che sia femmina, Sotto il ristorante cinese, Le due vite di Mattia Pascal, I picari
- Pierre Cressoy in David e Golia, Caccia al marito, Coriolano, eroe senza patria, Il leone di Tebe, I pirati della Malesia
- Mark Damon in Peccati d'estate, Johnny Yuma, La morte non conta i dollari, Colpo doppio del camaleonte d'oro, Tutto per tutto
- George Eastman in Bill il taciturno, Odia il prossimo tuo, Preparati la bara!, Il mio corpo per un poker, Ciakmull - L'uomo della vendetta
- Franco Fabrizi in La romana, Nel gorgo del peccato, Addio per sempre, Adorabili e bugiarde, Io la conoscevo bene
- James Garner in Quota periscopio, Sayonara, Commandos, Victor Victoria, Intrigo a Hollywood
- Brett Halsey in Il magnifico avventuriero, Tre notti violente, L'ira di Dio, Kidnapping! Paga o uccidiamo tuo figlio, Quante volte... quella notte
- Murray Hamilton in Soli nell'infinito, Un solo grande amore, Sono un agente FBI, Lo spaccone, Brubaker
- William Holden in Il leone, James Bond 007 - Casino Royale, La brigata del diavolo, Uomini selvaggi, S.O.B.
- Richard Jaeckel in L'amore più grande, Bastogne, Quel treno per Yuma, L'assalto al treno postale, Il mare dei vascelli perduti
- David Janssen in Il pirata yankee, La giungla del quadrato, Il tigrotto, Congiura al castello, Agente 4K2 chiede aiuto
- Hardy Krüger in La vergine sotto il tetto, Sfida agli inglesi, Hatari!, Amori di una calda estate, I 4 dell'Oca selvaggia
- Perry Lopez in La nave matta di Mister Roberts, Tutto finì alle sei, Il grande rischio, La baia dell'inferno, McLintock!
- Ettore Manni in Ladro lui, ladra lei, I normanni, Lo sceicco rosso, La notte pazza del conigliaccio, Si può essere più bastardi dell'ispettore Cliff?
- Robert Mitchum in Il grande giorno di Jim Flagg, La ragazza del quartiere, S.O.S. fantasmi, Anime ferite (ridoppiaggio), Seduzione mortale (ridoppiaggio)
- Kirk Morris in Maciste contro Ercole nella valle dei guai, Il trionfo di Maciste, Maciste all'inferno, Sansone contro i pirati, Little Rita nel West
- Jack Palance in La legione dei dannati, Tedeum, I padroni della città, Tango & Cash, Scappo dalla città 2
- François Périer in Tempi nostri - Zibaldone n. 2, L'amante di 5 giorni, Z - L'orgia del potere, I senza nome, Police Python 357
- Paul Picerni in Stringimi forte tra le tue braccia, I segreti di Filadelfia, Incontro sotto la pioggia, Terrore a Shanghai, Colpo proibito
- Teddy Reno in Ballata tragica, Totò, Peppino e la... malafemmina, Totò, Peppino e i fuorilegge, Totò, Vittorio e la dottoressa, Peppino, le modelle e... "chella llà"
- Renato Salvatori in La nipote Sabella, La cicala, Era notte a Roma, Mogli pericolose, Mariti in città
- Robert Stack in Vogliamo vivere!, I cari parenti, Il trapezio della vita, Il grande capitano, La vendetta di Kociss
- Stuart Whitman in La storia di Ruth, I comanceros, Francesco d'Assisi, Quei temerari sulle macchine volanti, Il marchio
- Gig Young in L'ingenua maliziosa, La maschera e il cuore, Vita inquieta, Pugno proibito, Strani compagni di letto

- Richard Anderson in Scaramouche, L'assedio delle sette frecce, Tutti in coperta, Omertà
- Richard Attenborough in La grande fuga, Il volo della fenice, Quelli della San Pablo, Il favoloso dottor Dolittle
- Marcel Bozzuffi in Lo Zingaro, Roma drogata la polizia non può intervenire, La polizia è sconfitta, Luca il contrabbandiere
- Yul Brynner in I re del sole, Invito ad una sparatoria, La battaglia della Neretva, I morituri
- William Campbell in Essi vivranno!, La frustata, L'uomo senza paura, 5 per la gloria
- Antonio Cifariello in Donne proibite, Vacanze a Ischia, Giovani mariti, Costa Azzurra
- Aldo Giuffré in Capitan Fantasma, Il buono, il brutto, il cattivo, Ercole sfida Sansone, Il carabiniere a cavallo
- Oliver Hardy in Gli allegri eroi, La bomba comica, L'allegro mondo di Stanlio e Ollio, SOS Stanlio & Ollio
- Charlton Heston in Il grande paese, Panico nello stadio, Alla 39ª eclisse, Tombstone
- Lang Jeffries in Le spie uccidono in silenzio, Agente X 1-7 operazione Oceano, Il nostro agente a Casablanca, A suon di lupara
- Brian Keith in L'alibi sotto la neve, Sam il selvaggio, La carovana dell'alleluia, Nei mari dell'Alaska
- Ernie Kovacs in Una strega in paradiso, Il nostro agente all'Avana, Noi due sconosciuti, Pugni, pupe e pepite
- Steve McQueen in Fluido mortale, I magnifici sette, L'ultimo tentativo, L'inferno è per gli eroi
- Tomas Milian in La resa dei conti, Faccia a faccia, Corri uomo corri, La lunga notte di Tombstone
- Philippe Noiret in Intrigo a Parigi, Amici miei - Atto II°, Il ritorno dei tre moschettieri, Rossini! Rossini!
- John Saxon in Baciamo le mani, Mark colpisce ancora, Gli indiavolati, Ritratto in nero
- Jean Sorel in Il dolce corpo di Deborah, La polizia sta a guardare, Miliardi, L'uomo che ride

- Giorgio Ardisson in Ercole al centro della Terra, La nipote, L'ingenua
- Jean-Pierre Aumont in Paura d'amare, Il diavolo alle 4, La villa delle anime maledette
- Harry Belafonte in Carmen Jones, L'isola nel sole, Strategia di una rapina
- William Berger in L'uomo dei cinque palloni, Oggi a me... domani a te, Gli fumavano le Colt... lo chiamavano Camposanto
- Jacques Bergerac in La congiuntura, Lampi nel sole, L'occhio ipnotico
- Gunnar Björnstrand in Una lezione d'amore, Sogni di donna, Il settimo sigillo
- Dirk Bogarde in Il diavolo nello specchio, Darling, L'uomo di Kiev
- Karlheinz Böhm in La principessa Sissi, Sissi - La giovane imperatrice, Sissi - Destino di un'imperatrice
- Richard Burton in Mia cugina Rachele, Lo zar dell'Alaska, Il letto di spine
- George Chakiris in West Side Story, Il dominatore, Il ladro della Gioconda
- Richard Crenna in Un giorno... di prima mattina, Rambo, Rambo 2 - La vendetta
- Alain Delon in Che gioia vivere, Borsalino and Co., Il bersaglio
- Bruce Dern in 2002: la seconda odissea, Il grande Gatsby, Il re dei giardini di Marvin
- Johnny Dorelli in Guardatele ma non toccatele, Tipi da spiaggia, Ciao nemico
- Kirk Douglas in Il compromesso, Oscar - Un fidanzato per due figlie, Caro zio Joe
- Mirko Ellis in L'uomo e il diavolo, Annibale, Killer calibro 32
- Joe Flynn in Il computer con le scarpe da tennis, Dai papà... sei una forza!, Spruzza, sparisci e spara
- Mark Forest in Maciste l'eroe più grande del mondo, Maciste gladiatore di Sparta, Ercole contro i figli del sole
- Harry Guardino in Jovanka e le altre, 38º parallelo: missione compiuta, Un maggiordomo nel Far West
- Buddy Hackett in Il piccolo campo, Questo pazzo, pazzo, pazzo, pazzo mondo, Un Maggiolino tutto matto
- Craig Hill in Pietà per i giusti, I banditi di Poker Flat, Scansati... a Trinità arriva Eldorado
- Rock Hudson in L'affare Blindfold, Base artica Zebra, Valanga
- Franco Interlenghi in La contessa scalza, Gli innamorati, Altair
- DeForest Kelley in Ultima notte a Warlock, Quando l'amore se n'è andato, Star Trek
- Burt Lancaster in Ardenne '44, un inferno, La pelle, L'uomo dei sogni
- Michael Lonsdale in Il processo, Spostamenti progressivi del piacere, Il ritorno delle aquile
- Christian Marquand in Siluri umani, Piace a troppi, Lord Jim
- Peter Martell in Lola Colt - Faccia a faccia con El Diablo, Il lungo giorno del massacro, Il pistolero dell'Ave Maria
- Dean Martin in Airport, A viso aperto, I 4 figli di Katie Elder
- Kevin McCarthy in I quattro dell'Ave Maria, Salto nel buio, Giorni di dubbio
- Kenneth More in La bionda e lo sceriffo, Il viaggio indimenticabile, I lunghi giorni delle aquile
- Hugh O'Brian in Al di là del fiume, Follie dell'anno, I gemelli
- Dan O'Herlihy in L'altra bandiera, Il favorito della grande regina, Waterloo
- Gregory Peck in Old Gringo - Il vecchio gringo, La protesta del silenzio, Cape Fear - Il promontorio della paura
- Donald Pleasence in Dracula, L'uomo puma, Double Target - Doppio bersaglio
- Maurice Poli in La leggenda di Enea, Le due facce del dollaro, La legge dei gangsters
- Francisco Rabal in Viridiana, Le streghe, La battaglia d'Inghilterra
- Steve Reeves in Romolo e Remo, Il figlio di Spartacus, Vivo per la tua morte
- Giacomo Rossi Stuart in Caterina di Russia, I misteri della giungla nera, Qualcosa striscia nel buio
- Gordon Scott in Maciste alla corte del Gran Khan, Segretissimo, Il raggio infernale
- Massimo Serato in Capitan Fuoco, Femmine di lusso, La decima vittima
- Jacques Sernas in I figli non si vendono (ruolo del figlio), Nel segno di Roma, Un amore a Roma
- Ringo Starr in Tutti per uno, Aiuto!, Broad Street
- Benito Stefanelli in Danza macabra, New York chiama Superdrago, C'era una volta il West
- Fabio Testi in La morte bussa due volte, Vai gorilla, Il grande racket
- Richard Todd in La spada e la rosa, Operazione Normandia, Decisione di uccidere
- Robert Vaughn in Donne inquiete, Le spie vengono dal cielo, Il ponte di Remagen
- Claudio Villa in Vivendo cantando... che male ti fò?, L'amore nasce a Roma, Fontana di Trevi

- Wesley Addy in Il grande coltello, Piano... piano, dolce Carlotta
- Danny Aiello in Ancora una volta, Amanti, primedonne
- Ian Bannen in Identikit, La partita
- Lex Barker in Robin Hood e i pirati, Il boia di Venezia
- Pat Boone in Viaggio al centro della terra, La grande attrazione
- Lloyd Bridges in Sahara, La trappola degli indiani
- Michael Caine in Un colpo all'italiana, La notte dell'aquila
- Jeff Cameron in Giù la testa... hombre!, Per una bara piena di dollari
- Cantinflas in Il giro del mondo in 80 giorni, Pepe
- John Cassavetes in Nel fango della periferia, Roma come Chicago
- Sydney Chaplin in Luci della ribalta, Troppo per vivere... poco per morire
- James Coburn in Ciclone sulla Giamaica, Hudson Hawk - Il mago del furto
- Ken Curtis in L'ultimo urrà, Soldati a cavallo
- Umberto D'Orsi in I due assi del guantone, Quel gran pezzo dell'Ubalda tutta nuda e tutta calda
- Tom Drake in Quelli della Virginia, Due ragazze e un marinaio
- James Edwards in Inno di battaglia, Va' e uccidi
- Chad Everett in Dominique, Sfida oltre il fiume rosso
- Peter Finch in La pista degli elefanti, Il vendicatore nero
- John Forsythe in Madame X, ...e giustizia per tutti
- Armando Francioli in La regina Margot, Il clan degli uomini violenti
- Arthur Franz in L'alibi era perfetto, Taxi da battaglia
- Gianni Garko in Diciottenni al sole, Il compagno don Camillo
- Paul Guers in Verso la città del terrore, Il mistero del tempio indiano
- Mickey Hargitay in Gli amori di Ercole, 3 colpi di Winchester per Ringo
- Russell Johnson in Destinazione... Terra!, Banditi senza mitra, Cittadino dello spazio
- Van Johnson in Appuntamento sotto il letto, Concorde Affaire '79
- John Justin in La carica dei Kyber, Il siluro della morte
- George Kennedy in Mirage, Top Line
- Charles Laughton in Le sei mogli di Enrico VIII, L'arte e gli amori di Rembrandt (ridoppiaggi)
- Peter Lawford in Buonasera, signora Campbell, Tempesta su Washington
- John Lupton in Prima dell'uragano, Drango
- Gordon MacRae in Carousel, La felicità non si compra
- Lee Marvin in Corriere diplomatico, Arma da taglio
- Ralph Meeker in Orizzonti di gloria, Acapulco - Anche gli eroi sono assassini
- Dario Michaelis in I vampiri, Londra chiama Polo Nord
- Martin Milner in Lo squalo tonante, Nuvola nera
- Tony Musante in Il mercenario, Il pentito
- Frank Overton in Fango sulle stelle, A prova di errore
- David Oxley in Buongiorno tristezza, La furia dei Baskerville
- Jerry Paris in L'ammutinamento del Caine, La signora prende il volo
- George Peppard in Colazione da Tiffany, Il castello di carte
- Oliver Reed in L'implacabile condanna, Revolver
- Elliott Reid in Un professore fra le nuvole, Professore a tuttogas
- Carl Reiner in Divieto d'amore, Arrivano i russi, arrivano i russi
- William Reynolds in Secondo amore, Rommel, la volpe del deserto
- Renato Rossini in I quattro inesorabili, L'uomo che sfidò l'organizzazione
- Gustavo Rojo in Alessandro il Grande, Giulio Cesare contro i pirati
- Rubén Rojo in Requiem per un gringo, La battaglia dell'ultimo panzer
- Antonio Sabato in I tre che sconvolsero il West (Vado, vedo e sparo), E venne il giorno dei limoni neri
- Aldo Sambrell in I tre sergenti del Bengala, Per qualche dollaro in più
- Conrado San Martín in Le legioni di Cleopatra, Il duca nero
- Frank Sinatra in Combattenti della notte, C'era una volta Hollywood
- Anthony Steel in La tigre, Histoire d'O
- Rod Steiger in Uomini d'onore, La tortura della freccia
- Warren Stevens in La tua pelle brucia, L'ultima minaccia
- Guy Stockwell in Il principe guerriero, Tobruk
- Rod Taylor in Destino in agguato, S.S.S. sicario servizio speciale
- Virgilio Teixeira in Il ritorno dei magnifici sette, Furto su misura
- Gabriele Tinti in Cronache di poveri amanti, Vite perdute
- Tom Tryon in Prima vittoria, Un tipo lunatico
- Claudio Volonté in 10.000 dollari per un massacro, Per 100.000 dollari t'ammazzo
- Frank Wolff in L'assalto al centro nucleare, La battaglia del deserto
- Burt Young in Rocky IV, Rocky V

- Rodolfo Acosta in Bandido
- Mason Adams in Scuola di eroi
- Adel Adham in Come rubammo la bomba atomica
- Edward Albert in Il principio del domino: la vita in gioco
- Norman Alden in Ritorno al futuro
- Richard Allan in Paradiso notturno
- William Alland in Quarto potere
- Corey Allen in Gioventù bruciata
- Don Ameche in Le cose cambiano
- Warner Anderson in Il seme della violenza
- Keith Andes in L'ultimo agguato
- Ángel Aranda in I corvi ti scaveranno la fossa
- Todd Armstrong in Gli Argonauti
- Peter Arne in Birra ghiacciata ad Alessandria
- Robert Arthur in L'asso nella manica
- Luke Askew in La notte dei serpenti
- Tom Atkins in Dimensione terrore
- René Auberjonois in Images
- Kenny Baker in Le ragazze di Harvey
- John Baragrey in Pelle di serpente
- Thomas Barbour in Arturo
- Michel Bardinet in Un posto ideale per uccidere
- Byron Barr in La fiamma del peccato
- Aleksej Batalov in Mosca non crede alle lacrime
- Noah Beery Jr. in Decisione al tramonto
- Fred Beir in Assassination
- Billy Benedict in Rapina a mano armata
- Jack Benny in Ho baciato una stella
- Willie Best in Due donne e un purosangue
- Jack Betts in La più grande rapina del West
- David Blair in Duello nell'Atlantico
- Boris Blinov in Ciapaiev
- Humphrey Bogart in I ruggenti anni venti
- Jean-Marc Bory in Fascicolo nero
- Neville Brand in F.B.I. - Operazione gatto
- Keefe Brasselle in Un posto al sole
- Jacques Brel in Il rompiballe
- Walter Brennan in La gnomo mobile
- John Bromfield in La vendetta del mostro
- Peter Brown in Magia d'estate
- Raymond Burr in Intrigo all'Avana
- Edd Byrnes in Vado... l'ammazzo e torno
- David Canary in Il massacro del giorno di San Valentino
- Antony Carbone in Il pozzo e il pendolo
- Richard Carlson in Il mostro della laguna nera
- Jean-Pierre Cassel in Qualcuno sta uccidendo i più grandi cuochi d'Europa
- Roy Castle in Le cinque chiavi del terrore
- Jacques Charrier in Dragatori di donne
- Maurice Chevalier in Scimmie, tornatevene a casa
- Montgomery Clift in L'albero della vita
- Ernest Clark in Obiettivo Butterfly
- George Coe in Palle d'acciaio
- Dabney Coleman in Tootsie
- John Compton in Lo zoo di vetro
- James Congdon in Delitto in quarta dimensione
- Mike Connors in Situazione disperata ma non seria
- Tim Considine in La sete del potere
- Richard Conte in Sentenza di morte
- Gary Cooper in Partita a quattro (ridoppiaggio)
- Jeff Corey in Il piccolo grande uomo
- Joseph Cotten in L'orgoglio degli Amberson (ridoppiaggio)
- Walter Coy in Solo per te ho vissuto
- Bing Crosby in I 9 di Dryfork City
- Roger Dalphin in L'amante di una notte
- Rod Dana in Sicario 77, vivo o morto
- Jean-Pierre Darras in L'amante infedele
- Luis Dávila in L'uomo che viene da Canyon City
- Sammy Davis Jr. in Tap - Sulle strade di Broadway
- Alberto de Mendoza in Lo strano vizio della signora Wardh
- Jeffrey DeMunn in Teneramente in tre
- Anthony Dexter in Il tesoro di Capitan Kidd
- Bradford Dillman in Un certo sorriso
- James Donald in Il ponte sul fiume Kwai
- Ted Donaldson in Telefonata a tre mogli
- Paul Dubov in Il kimono scarlatto
- Howard Duff in Quando la città dorme
- Larry Duran in I due volti della vendetta
- Robert Duvall in Tender Mercies - Un tenero ringraziamento
- Stephen Elliott in Filofax - Un'agenda che vale un tesoro
- Peter Falk in Lo sbarco di Anzio
- Morgan Farley in Mezzogiorno di fuoco
- Henry Fonda in Il serpente
- Glenn Ford in Il messaggio del rinnegato
- Michael Forest in Le avventure e gli amori di Scaramouche
- Steve Forrest in Spie come noi
- Giorgos Foundas in Mai di domenica
- Edward Fox in Il servo di scena
- Joachim Fuchsberger in La valle delle ombre rosse
- Robert Fuller in La terza fossa
- Charles Gérard in Una donna e una canaglia
- Jack Ging in Desiderio nella polvere
- Tony Giorgio in Una 44 Magnum per l'ispettore Callaghan
- Harold Gordon in I fucilieri del Bengala
- Stewart Granger in Requiem per un agente segreto
- Cary Grant in La moglie del vescovo (ridoppiaggio)
- Peter Graves in Un esercito di 5 uomini
- Charles Grodin in King Kong
- Fernando Guillén in Donne sull'orlo di una crisi di nervi
- Roger Hanin in Da Berlino l'apocalisse
- Peter Hansen in Cortina di spie
- Ty Hardin in L'urlo della battaglia
- John Harkins in Birdy - Le ali della libertà
- Raimund Harmstorf in Uno sceriffo extraterrestre... poco extra e molto terrestre
- Ted Hartley in A piedi nudi nel parco
- Richard Haydn in Tutti insieme appassionatamente
- Dan Hedaya in Blood Simple - Sangue facile
- Robert Helpmann in Citty Citty Bang Bang
- Jacques Herlin in Il marchese del Grillo
- Dustin Hoffman in Un dollaro per 7 vigliacchi
- Robert Hogan in Il mondo dei robot
- Peter Holden in Perry Grant agente di ferro
- Earl Holliman in L'agguato
- Skip Homeier in Il capitalista
- Robert Horton in I valorosi
- Robert Hossein in Le meravigliose avventure di Marco Polo (Lo scacchiere di Dio)
- Donald Houston in Quattro in medicina
- Paul Hubschmid in Upperseven, l'uomo da uccidere
- Tab Hunter in Gli amanti dei 5 mari
- Brian G. Hutton in Il giorno della vendetta
- Jim Hutton in Sierra Charriba
- Robert Hutton in Assalto dallo spazio
- Eugene Iglesias in Cowboy
- Steve Inhat in A noi piace Flint
- Frank Iwanaga in Godzilla
- Maurice Jara in Femmina contesa
- Rick Jason in Sombrero
- Peter Jeffrey in Se...
- Richard Johnson in Chi sei?
- Ronald G. Joseph in Navy Seals - Pagati per morire
- Michael Kane in Solo sotto le stelle
- Todd Karns in Gli ammutinati dell'Atlantico
- Kurt Kasznar in Timbuctù
- Stacy Keach in Salvate il Gray Lady
- Gene Kelly in Parole e musica
- Jeremy Kemp in La caduta delle aquile
- Fred Kholer Jr. in Il prigioniero dell'isola degli squali
- Richard Kiley in Mano pericolosa
- Brett King in La gang
- Bruce Kirby in Getta la mamma dal treno
- Mickey Knox in La gabbia di ferro
- Yaphet Kotto in Prima di mezzanotte
- Kurt Kreuger in La paura
- Art LaFleur in Cobra
- Harry Landers in Il cacciatore di indiani
- Gérard Landry in Il cavaliere dai cento volti
- Frank Latimore in Il 13 non risponde
- George Lazenby in Agente 007 - Al servizio segreto di Sua Maestà
- Christopher Lee in Il mostro di Londra
- Philippe Lemaire in Le armi della vendetta
- Mark Lenard in Rotta verso la Terra
- William Leslie in Ape regina
- Weaver Levy in Storia cinese
- Ronald Lewis in La grande rapina
- Robert Loggia in Piedone d'Egitto
- Jack Lord in Dove la terra scotta
- Peter Lupus in Ercole contro i tiranni di Babilonia
- Karl Malden in Il grande sentiero
- Joe Mantell in Al centro dell'uragano
- Robert Manuel in Il Tulipano Nero
- Jean-Pierre Marielle in 4 mosche di velluto grigio
- Jacques Marin in Herbie al rally di Montecarlo
- Paul Marion in Spada nel deserto
- Herbert Marshall in Mancia competente (ridoppiaggio)
- Daniel Martín in Lo credevano uno stinco di santo
- George Martin in I due violenti
- Ross Martin in Il colosso di New York
- Bill Mauldin in Teresa
- David McCallum in La cattura
- Dal McKennon in Pomi d'ottone e manici di scopa
- Michael Meacham in Ginevra e il cavaliere di re Artù
- Luc Merenda in Oremus, Alleluia e Così Sia
- Harry Meyen in Il generale del diavolo
- Tatsuya Mihashi in La tua pelle o la mia
- James Millican in Signorine, non guardate i marinai
- James Mitchell in Spettacolo di varietà
- Jeff Morrow in Kronos, il conquistatore dell'universo
- Armin Mueller-Stahl in Avalon
- Paul Muni in Scarface - Lo sfregiato (primo ridoppiaggio)
- George Murdock in Star Trek V - L'ultima frontiera
- Daniil Netrebin in Il quarantunesimo
- Anthony Newley in Fuoco nella stiva
- Paul Newman in Butch Cassidy
- Richard Ney in La signora Miniver
- Jack Nicholson in Missouri
- Leslie Nielsen in Pazza
- Tom Noonan in RoboCop 2
- Serge Nubret in Arrivano i titani
- Richard Pasco in Lo sguardo che uccide
- Anthony Perkins in Psyco
- Brock Peters in Il buio oltre la siepe
- Günter Pfitzmann in Il dottor Crippen è vivo!
- Paul Piaget in I tre implacabili
- Nehemiah Persoff in Il colosso d'argilla
- Walter Pidgeon in Suprema decisione (ridoppiaggio)
- Christopher Plummer in Il paradiso dei barbari
- Jean Poiret in Il giovane leone
- Eric Porter in Gli ultimi 10 giorni di Hitler
- Robert Preston in Rivista di stelle
- Anthony Quayle in Il ladro
- Milo Quesada in Se sei vivo spara
- Aldo Ray in Il nudo e il morto
- Ron Randell in La storia di Esther Costello
- Marshall Reed in I lancieri del Dakota
- Tim Reid in Dead Bang - A colpo sicuro
- Fernando Rey in Il dittatore del Parador in arte Jack
- Walter Reyer in Il sepolcro indiano
- Peter Mark Richman in La legge del Signore
- Lalo Rios in La città sommersa
- Jason Robards in Le mille luci di New York
- Mac Robbins in L'ultima battuta
- Edward G. Robinson in Piccolo Cesare
- Ned Romero in House IV - Presenze impalpabili
- Vyto Ruginis in Vittime di guerra
- Yacef Saadi in La battaglia di Algeri
- Roy Scheider in La quarta guerra
- Maximilian Schell in Cronache di un convento
- Helmuth Schneider in Gott mit uns (Dio è con noi)
- Marvin Scott in C'era una volta in America
- Michel Serrault in Racconti a due piazze
- Henri Serre in Jules e Jim
- Roshan Seth in Gandhi
- William Shatner in Karamazov
- Dick Shawn in Svegliami quando è finito
- Bobby Sherwood in Pal Joey
- Richard B. Shull in Zia Giulia e la telenovela
- Jay Silverheels in L'isola di corallo
- John Smith in Non siamo angeli
- Kurtwood Smith in Scappiamo col malloppo
- William Smithers in Prima linea
- Arthur Space in Yankee Pascià
- Richard Stapley in Piccole donne
- Paul Stassino in Giallo a Creta
- John Steiner in Schock
- McLean Stevenson in Il gatto venuto dallo spazio
- Joe Stewardson in Piedone l'africano
- Patrick Stewart in Robin Hood - Un uomo in calzamaglia
- Dean Stockwell in Giardini di pietra
- Frank Sutton in Marty, vita di un timido
- Lyle Talbot in La fortuna si diverte
- Tetsurō Tamba in La settima alba
- Robert Taylor in Passi nella notte
- Dan Terranova in Delitto nella strada
- Olof Thunberg in Luci d'inverno
- Kenneth Tobey in Davy Crockett e i pirati
- Thomas M. Tolan in Re per una notte
- Rip Torn in Il re dei re
- Bill Travers in I perversi
- Ivan Triesault in Barabba
- Paul Valentine in Una notte sui tetti
- Peter van Eyck in La spia che venne dal freddo
- José Luis López Vázquez in Totò d'Arabia
- Howard Vernon in Agente Lemmy Caution: missione Alphaville
- Ray Walston in Baciami, stupido
- Jack Watling in Rapporto confidenziale
- Douglas Watson in Giulio Cesare
- Brooks West in Anatomia di un omicidio
- Jack Weston in Ishtar
- Bill Williams in Il marchio dell'odio
- Grant Williams in Radiazioni BX: distruzione uomo
- Noble Willingham in L'ultimo boy scout
- Noel Willman in Lord Brummell
- Bernard Woringer in Angelica
- Richard Wyler in Voltati... ti uccido!
- H. M. Wynant in L'ultima battaglia del generale Custer
- Manuel Zarzo in Un treno per Durango
- Nando Angelini in Il mistero dell'isola maledetta
- Renato Baldini in Teodora
- Luigi Batzella in Agguato sul Bosforo
- Giovanni Cianfriglia in L'invincibile Superman
- Erno Crisa in I cosacchi
- Ugo D'Alessio in Camorra
- Duilio Del Prete in Mystère
- Antonio Dimitri in La cuccagna
- Lionello Pio Di Savoia in Occhio alla penna
- Ignazio Dolce in Il ladro di Bagdad
- Arturo Dominici in Confessione di un commissario di polizia al procuratore della repubblica
- Fanfulla in Totò e Marcellino
- Piero Focaccia in La bella Antonia, prima monica e poi dimonia
- Riccardo Garrone in Nel blu dipinto di blu
- Vittorio Gassman in Vento di tempesta
- Carlo Hintermann in I barbieri di Sicilia
- Gianni Loti in La battaglia di Maratona
- Piero Lulli in Ulisse
- Gino Mattera in Le fatiche di Ercole
- Roberto Miali in 20.000 dollari sul 7
- Adriano Micantoni in I nipoti di Zorro
- Piero Palermini in Totò contro Maciste
- Renzo Palmer in Cavalca e uccidi
- Alessandro Perrella in Una donna per sette bastardi
- Luigi Pistilli in Reazione a catena
- Sergio Raimondi in Arrivano i dollari!
- Andrea Scotti in I due colonnelli
- Mario Socrate in Il Vangelo secondo Matteo
- Ivano Staccioli in Il lungo, il corto, il gatto
- Achille Togliani in Domenica è sempre domenica
- Fausto Tozzi in Casa Ricordi
- Voce speaker televisivo in Riavanti... Marsch!
- Voce narrante in Khartoum, Il Santo prende la mira, L'ultima casa a sinistra, Cuori ribelli, Sussurri e grida, La favolosa storia di Pelle d'Asino, Jack London Story, Vacanze di Natale, Sapore di mare, Cro Magnon: odissea nella preistoria, Super Mario Bros., Italia '90 - Notti magiche, Que viva Mexico! e nei trailer di Appuntamento in Riviera, I maniaci, Per qualche dollaro in meno, Gli specialisti, Ancora una volta prima di lasciarci, Il conto è chiuso

### Televisione
- Kabir Bedi in Sandokan, Dynasty
- Tony Curtis in Attenti a quei due
- Charles Durning in Morte di un commesso viaggiatore
- Christopher Plummer in Gesù di Nazareth
- Lee Majors in Professione pericolo
- Victor Garber in La vita leggendaria di Ernest Hemingway

### Cartoni animati
- Il Gufo saggio in Tanto caro al mio cuore
- Caio in La spada nella roccia
- Baloo in Il libro della giungla
- Little John in Robin Hood
- Re Tritone in La sirenetta
- Il cane Toughy in Lilli e il vagabondo (doppiaggio 1955)
- Orso Marinaio in Pomi d'ottone e manici di scopa
- Grifter Chizzling in Yogi, Cindy e Bubu
- Schulz in Vip - Mio fratello superuomo
- Ringo Starr in Yellow Submarine
- Voce narrante in Wacky Races - (2ª voce)

### Serie animate
- Voce narrante in Wacky Races - Corsa senza limiti (ep. 15-17)

## Direzione del doppiaggio
- SOS Stanlio & Ollio (1967)
- Bruce Lee Supercampione (1976) (Doppiato nel 1980)
- Mosca non crede alle lacrime (1979)
- The Elephant Man (1980)
- Rambo (1982)
- Re per una notte (1982)
- Bomber (1982)
- Naso di cane (1986)
- RoboCop (1987)
- Cercasi l'uomo giusto (1987)
- Action Jackson (1988)
- Don Bosco (1988)
- Camille Claudel (1988)
- Dead Bang - A colpo sicuro (1989)
- Tango & Cash (1989)
- Vendetta trasversale (1989)
- She-Devil - Lei, il diavolo (1989)
- Uccidete la colomba bianca (1989)
- Chi ha paura delle streghe (1990)
- Navy Seals - Pagati per morire (1990)
- RoboCop 2 (1990)
- Stella (1990)
- Scuola di eroi (1991)
- Teneramente in tre (1991)
- House IV - Presenze impalpabili (1992)

## Filmografia
- L'ultima avventura, regia di Mario Camerini (1932)
- Zaganella e il cavaliere, regia di Giorgio Mannini e Gustavo Serena (1932)
- Sette giorni cento lire, regia di Nunzio Malasomma (1933)
- Il signore desidera?, regia di Gennaro Righelli (1933)
- Camicia nera, regia di Giovacchino Forzano (1933)
- Il canale degli angeli, regia di Francesco Pasinetti (1934)
- Fiat voluntas Dei, regia di Amleto Palermi (1935)
- Campo di maggio, regia di Giovacchino Forzano (1935)
- Re burlone, regia di Enrico Guazzoni (1935)
- La luce del mondo, regia di Gennaro Righelli (1935)
- Fuochi d'artificio, regia di Gennaro Righelli (1938)
- Chi sei tu?, regia di Gino Valori (1939)
- Gli ultimi della strada, regia di Domenico Paolella (1940)
- Turbamento, regia di Guido Brignone (1942)
- Messalina, regia di Carmine Gallone (1951)
- La trappola di fuoco, regia di Gaetano Petrosemolo (1952)
- A mezzanotte va la ronda del piacere, regia di Marcello Fondato (1975)
- Stark System, regia di Armenia Balducci (1980)
- El hombre de la multitud, regia di Juan Manuel Chumilla-Carbajosa – cortometraggio (1986)

## Teatro
- Cesare di Giovacchino Forzano, regia di Giovacchino Forzano. Teatro Argentina di Roma, 24 aprile 1939.
- L'uomo, la bestia e la virtù di Luigi Pirandello, regia di Corrado Pavolini. Teatro Nuovo di Milano, 26 agosto 1941.
- Volumineide, rivista di Michele Galdieri, regia di Galdieri. Prima al Teatro Verdi di Ferrara il 20 febbraio 1942.
- Il sentiero degli scolari di André Birabeau, con Giulio Stival, dicembre 1943.
- Un anno dopo, testo e regia di Oreste Biancoli. Prima al Teatro Quattro Fontane di Roma il 2 giugno 1945.
- Maya di Simon Gantillon, regia di Orazio Costa. Prima al Teatro Eliseo di Roma il 24 novembre 1945.
- Madre natura di André Birabeau, con Luigi Cimara. Teatro delle Arti di Roma, 4 maggio 1946.
- Il piatto d'argento di Mario Ronco, regia di Ruggero Ruggeri. Teatro Nuovo di Milano, 28 ottobre 1947.
- Week-end (La febbre del fieno) di Noël Coward, regia di Pietro Masserano Taricco. Teatro delle Arti di Roma, 23 giugno 1948.
- Tre maschi e una femmina di Roger Ferdinand, con Luigi Cimara. Teatro delle Arti di Roma, 26 maggio 1950.
- Il ventaglio di Carlo Goldoni, regia di Alfredo Zennaro. Teatro delle Arti di Roma, 3 febbraio 1951.

## Radio Rai
- Sosta a Cassino di Giuseppe Berto, regia di Pietro Masserano Taricco, 15 ottobre 1948.
- Maschi e una femmina di Roger Ferdinand, trasmessa il 24 agosto 1950.
- La regina in berlina di Sergio Tofano, regia di Nino Meloni, 5 gennaio 1952.
- L'aio nell'imbarazzo di Giovanni Giraud, regia di Nino Meloni, trasmessa il 6 aprile 1952.
- Il cigno di Ferenc Molnár, regia di Pietro Masserano Taricco, 1º giugno 1952.
- Faust di Wolfgang Goethe, regia di Corrado Pavolini, 14 e 16 ottobre 1953.
- Il giudice dei divorzi di Miguel de Cervantes, regia di Nino Meloni, 21 novembre 1954.
- L'elezione del sindaco di Daganzo di Miguel de Cervantes, regia di Nino Meloni, 5 dicembre 1954.
- Il Lobbia, rivista a lungo «mitraggio» di Carlo Manzoni, regia di Nino Meloni, Compagnia del teatro comico musicale di Roma della Rai, con Pino Locchi e Silvio Noto, musiche composte e dirette da Bruno Canfora, Secondo programma, trasmessa dal 6 luglio al 7 settembre 1960.
- Tredici personaggi in cerca di Rossella di Costanzo e Moccagatta, con Rossella Falk, regia di Riccardo Mantoni, dal 10 ottobre 1964 al 2 gennaio 1965.
- Un fil di luna di Maurizio Jurgens e Bruno Colonnelli, orchestra diretta da Marcello De Martino, regia di Maurizio Jurgens, dal 18 febbraio al 20 maggio 1966.
- No, guarda la luna è quell'altra di Jurgens e Colonnelli, regia di Maurizio Jurgens, dal 25 gennaio al 29 marzo 1969.
- Attenti a quei tre di Sergio D'Ottavi e Gustavo Verde, regia di Sergio D'Ottavi, dal 24 luglio 1975 all'8 gennaio 1976.
- Secondo me. Programma giorno per giorno, regia di Riccardo Mantoni, 12 gennaio al 2 aprile 1976.
- Broadway andata e ritorno di Leo Chiosso e Sergio D'Ottavi, dal 19 gennaio al 2 marzo 1977.
- I martedì della Signora Omicidi: Il problema finale e La casa vuota, da Arthur Conan Doyle, regia di Giorgio Bandini, 20 aprile 1982.
- I martedì della Signora Omicidi: La casa stregata, da John Dickson Carr, regia di Giorgio Bandini, 4 maggio 1982.

## Riconoscimenti
- Nastro d'argento
  - 1992 – Miglior doppiaggio maschile a Charles Bronson per Lupo solitario